# 64 км
64 км (рос. 64 км) — селище у складі Топкинського округу Кемеровської області, Росія.

## Населення
Населення — 12 осіб (2010; 23 у 2002).
Національний склад (станом на 2002 рік):
- росіяни — 96 %